# آدیسون (آلاباما)
آدیسون (به انگلیسی: Addison) شهرکی است در ایالت آلاباما در کشور آمریکا.

## مکان
آدیسون در موقعیت موقعیت () قرار دارد.
با توجه به اطلاعات اداره آمار آمریکا مساحت آن در حدود ۹٫۱ کیلومترمربع است.

## مردم‌شناسی
با توجه به آمار سال ۲۰۰۰ جمعیت آن ۷۲۳ نفر، ۳۱۵ خانواده در آن ساکن هستند.
تعداد ۳۳۹ واحد خانه در هر مساحت تقریبی (۳۷٬۳akm²) قرار دارد.
۲۲٬۱٪ درصد از خانواده‌های فرزند زیر ۱۸ سال داشتند که از این تعداد ۵۴٪ درصد زوج بوده و ۱۲٬۱٪ درصد زنان بدون شوهر و ۳۰٬۲٪ درصد نیز غیر خانواده بودند.
متوسط درآمد یک خانواده در حدود ۳۱٬۱۴۶ دلار آمریکا است و زنان درآمد متوسط ۲۶٬۶۶۷ دلار آمریکا و مردان درآمد متوسط ۱۹٬۵۸۳ دلار آمریکا به‌دست می‌آورند.